# Anthony Willem van Borssele (1784-1857)
Anthony Willem van Borssele, heer van Wadenoijen en Thedinghsweert en heer van Borssele ('s-Gravenhage, 25 maart 1784 - Barneveld, 30 januari 1857) was een Nederlands politicus.

## Biografie
Van Borssele was een lid van de familie Van der Hooghe van Borssele en een zoon van Adriaen Jan van Borssele, heer van Geldermalsen, en Cornelia Jacqueline Antoinette van Schuylenburch. Van Borssele, ook wel Antoine Guillaume genoemd, huwde in 1823 met Elisabeth Numans (1798-1880). Hun dochters Antonia (1825-1888) en Elisabeth Cornelia (1830-1917) trouwden met burgemeesters; hun zoon Antoon Willem (1823-1903) werd burgemeester van Ede en was lid van de Tweede kamer.
Van Borssele was van september 1814 tot juli 1817 lid van de Provinciale Staten van Gelderland. Hij was buitengewoon kamerheer van koning Willem I en van koning Willem II. In maart 1814 was hij lid voor het Departement Boven-IJssel van de Vergadering van Notabelen. In 1814 werd hij bij Souverein Besluit van 28 augustus 1814 erkend als edele van Zeeland met het predicaat jonkheer, en in 1816 werd hij opgenomen in de Ridderschap van Zeeland (akte van bewijs 5 mei 1819).